# Fórum de Cuiabá
O Fórum de Cuiabá foi inaugurado dia 28 de fevereiro de 2005.
Nele abrigam as varas cíveis e criminais do foro de Cuiabá, além do Juizado do CPA.
O fórum se situa no Centro Político Administrativo da Capital Matogrossense, rua Desembargador Milton Figueiredo Ferreira Mendes, S/N no Setor "D".
Em razão da Lei nº 11.340/2006 (Lei Maria da Penha), no Fórum foram criadas 1ª e 2ª Varas especializadas em violência doméstica e Familiar Contra a Mulher.